# 8×4

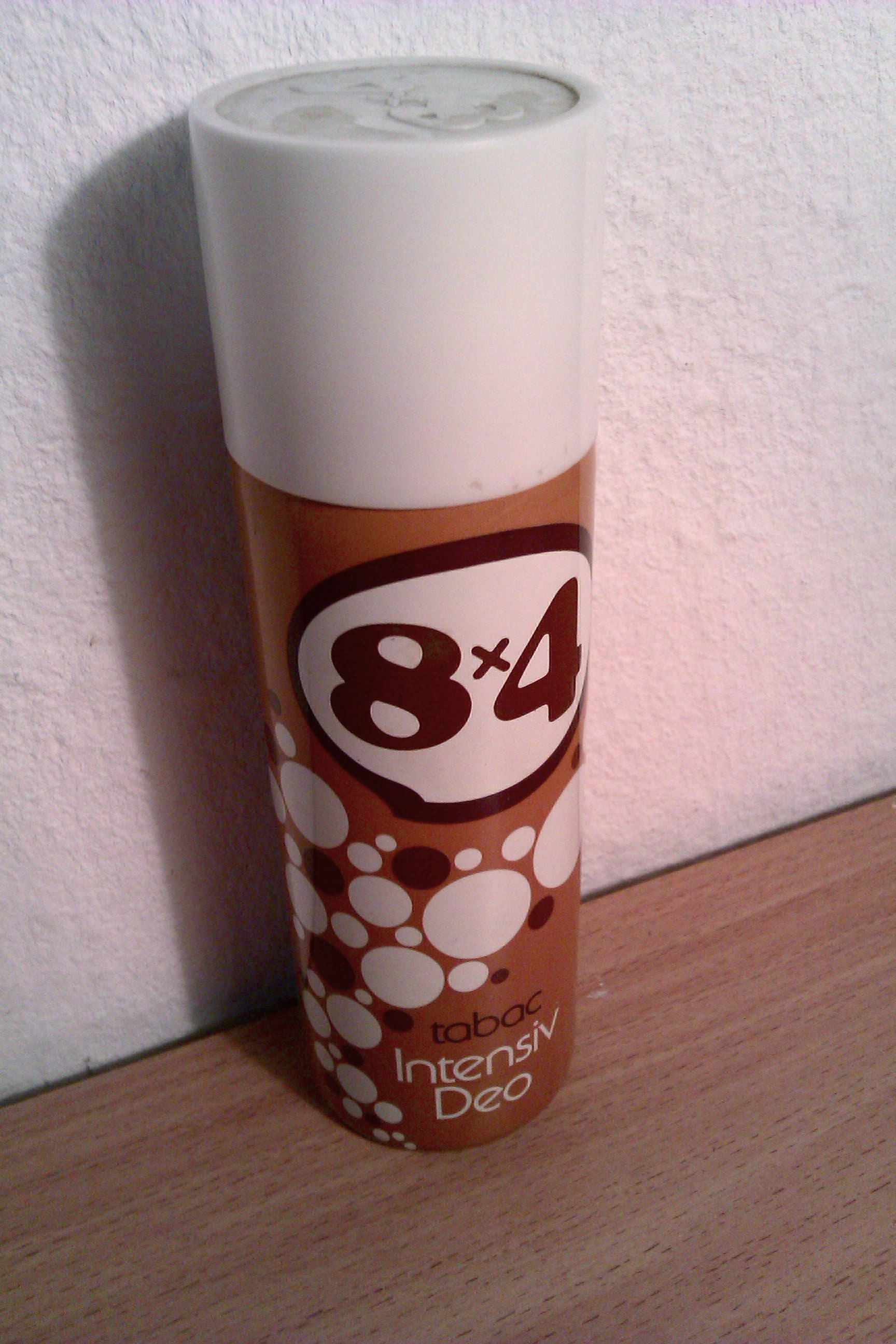
ドイツでの製品。 Retro-Deo 8×4 Tabac（2012年撮影）。

8×4（エイトフォー、ドイツ語: acht mal vier）は、制汗・デオドラントスプレーのブランドである。ドイツのバイヤスドルフが保有するが、日本では花王が製造・販売、ニベア花王が発売している。

## 歴史
1951年にドイツのバイヤスドルフ社がパウダースプレーの制汗剤として開発した。
1940年代にバイヤスドルフ社の研究者が臭いを抑える有効成分を発見。商品名の「8×4」は発売当初に配合した有効成分「Hexachlordihydroxydiphenylmethan（ヘキサクロルジヒドロキシジフェニルメタン）」のつづりが32文字であること、またプロジェクト名の「B32」から「32=8×4」とネーミングされた。ただし日本で製造販売されている製品にはネーミングの元となった成分は配合されていない。

## 国際展開
日本では1974年にニベア花王とバイヤスドルフ社が技術提携し、日本初のパウダースプレー制汗剤として発売した。その後、男性用の「8×4 MEN」や派生シリーズなどを発売し、シリーズの幅を広げている。
パッケージや処方は数年ごとにマイナーチェンジされており、ロゴも微妙な変化をしている。
有名人をイメージキャラクターに起用してTVCMを放映することもある。

## ラインナップ（日本）

### 現行製品

#### 8×4
パウダースプレー【医薬部外品】
香りは無香料、せっけん、フレッシュフローラル、ジューシーシトラス、ローズ&ヴァーベナの香り、ジャスミン&ペアーの香りの6種類。それぞれに、50gと150gの2サイズを設定する。50gと150gでスプレーの構造が異なり、150gはキャップとスプレーボタンの一体構造で、廃棄時にキャップの向きを変えてしっかり押し込むことでガスが噴射されるガス抜きキャップ（残ガス排出用）がつく。50gはキャップとスプレーボタンが分かれており、ガス抜きキャップ（残ガス排出用）はつかない。
2017年2月のリニューアル時に香調毎に異なっていたパッケージデザインが統一され、2018年2月のリニューアル時にスプレー構造が変更された。アロマシリーズ（旧・フレグランスコレクション）は2017年2月と2019年2月に名称が変更されており。2020年2月のリニューアルでパッケージデザインを変更するとともに、名称が香調名に変更された（ドリーミーガール→ガーリーフレグランス→ガーリーアロマ→ローズ&ヴァーベナの香り、ホワイトフェミニン→フェミニンフレグランス→フェミニンアロマ→ジャスミン&ペアーの香り、ロマンティックファンタジー→ファンタジーフレグランス→ファンタジーアロマ→ベルガモット&ミュゲの香り）。2021年秋より製造終了となった「ベルガモット&ミュゲの香り」を除く6種類で順次パッケージデザインが変更され、ブランドロゴが刷新された（自然切替）。
ロールオン【医薬部外品】
香りは無香料・せっけん・フレッシュフローラル・ジューシーシトラス・ローズ&ヴァーベナの香り・ジャスミン&ペアーの香りの6種類。
パウダースプレー同様、2017年2月にリニューアル。香調毎に異なっていたパッケージデザインが統一された。2020年2月にパウダースプレーに設定されていたアロマシリーズ3種類（ローズ&ヴァーベナの香り、ジャスミン&ペアーの香り、ベルガモット&ミュゲの香り）が追加発売された。パウダースプレー同様に2021年秋より製造終了となった「ベルガモット&ミュゲの香り」を除く6種類で順次パッケージデザインが変更され、ブランドロゴが刷新された（自然切替）。
デオドラントエッセンス【医薬部外品】
ミストタイプ。2014年2月にパッケージデザインをリニューアル。香りはせっけん・フレッシュフローラルの2種類。本品のみ、旧パッケージデザインのままとなる。2023年2月末製造終了。

#### 8×4 アロマスイッチ
2023年2月発売。機能性香料によるカバーリング効果を持たせたライン。パッケージデザインには制汗デオドラント剤では珍しいくすみパステルカラーをベースに、キャップをピンクゴールドとし、モノクロ写真を用いている。
スプレー【医薬部外品】
香りはパリスブーケの香りとマンハッタンリネンの香りの2種類。
ロールオン【医薬部外品】
スプレー同様、香りはパリスブーケの香りとマンハッタンリネンの香りの2種類。内容量は「8×4ロールオン」の通常サイズ（45ml）に比べて約1.4倍量となる65mlのたっぷりサイズとしている。

#### 8×4 フット
足用シリーズ。2012年2月にパッケージデザインをリニューアルした。
スプレー【医薬部外品】

#### 8×4 MEN
男性向けシリーズ
薬用ボディウォッシュ【医薬部外品】
2022年3月発売。後述する「デオドラントボディウォッシュ リフレッシュ」の後継製品で、香りをユーカリハーブの香りに変え、ボトルをグリーン系に、ポンプの形状も変更された。
デオドラントスプレー【医薬部外品】
スプレータイプのデオドラント剤。香りは無香料、スマートシトラス、フレッシュソープ（2013年3月発売）の3種類。2018年2月に処方変更を行うリニューアルが行われた。2022年初春にパッケージデザインと噴射ノズルの色が変更された（自然切替）。
激クールスプレー【医薬部外品】
2018年2月発売。「デオドラントスプレー」をベースに清涼成分（メントール）を追加配合した冷涼感タイプ。香りはスマートシトラスとフレッシュソープの2種類。2021年初春にパッケージデザインが変更された（自然切替）。
ロールオン【医薬部外品】
ロールオンタイプのデオドラント剤。香りは無香料、スマートシトラス、フレッシュソープ（2013年3月発売）の3種類。2016年2月のリニューアル時にボトル形状が変更され、内容量を増量（50ml → 60ml）。2021年2月にパッケージデザインを変更し、中央にくびれを付けたボトル形状に変更された。
濃厚ロールオン【医薬部外品】
2021年2月発売。既存の「ロールオン」の殺菌成分をβ-グリチルリチン酸からイソプロピルメチルフェノールに変え、密着力を高めた濃厚タイプ。香りは無香料とスマートシトラスの2種類。
リフレッシュウォーター【医薬部外品】
2013年3月発売。ウォータータイプのデオドラント剤。香りはスマートシトラスとフレッシュソープの2種類。「デオドラントスプレー」のリニューアルに合わせ、2015年2月にパッケージリニューアル。
フットスプレー【医薬部外品】
2015年2月発売。足用スプレータイプ。
フットジェル【医薬部外品】
2019年2月発売。足用ジェルタイプ。

### 製造終了品

#### 8×4キレイ
パウダースプレー【医薬部外品】
スプレータイプ。清らかノンフレグランス・華やかスウィート・輝きエレガント・麗しフェニミンの4種類。なお、華やかスウィート以外の3タイプは2010年3月末で製造終了、華やかスウィートも2010年9月で製造終了。
ローション【医薬部外品】
ロールオンタイプ。清らかノンフレグランスと華やかスウィートの2種類。なお、清らかフレグランスは、2010年3月末で製造終了、華やかスウィートも2010年9月で製造終了。
ケアプラス パウダースプレー【医薬部外品】
スプレータイプ。2010年2月には、既存品の「艶めきナチュラル」に加え、新香調「優しげイノセント」を追加。2010年9月製造終了。
ケアプラス アクアジェル【医薬部外品】
2009年2月発売。ジェルタイプ。艶めきナチュラルの1種類。2010年9月製造終了
ケアプラス 汗すっきり角質クリアシート【医薬部外品】
パウダー入りシート。2010年9月で製造終了となり、発売開始からわずか7ヶ月足らずで生産打ち切りとなった。

#### 8×4ワキ汗EX
クリームカプセル 無香料【医薬部外品】
指で直接ワキに塗る1回使いきりタイプ。2019年1月製造終了。
スティック【医薬部外品】
「高密着ケア スティック」の後継製品。せっけんの香りは2017年3月、無香料は2019年1月に順次製造終了。
ロールオン【医薬部外品】
「高密着ケア リキッドロールオン」の後継製品。せっけんの香りは2017年3月、無香料は2019年1月に順次製造終了。
ワンプッシュスプレー【医薬部外品】
2019年1月製造終了。

#### 8×4ボディフレッシュ
ウォータージェル【医薬部外品】
チューブ入りのジェルタイプ。香りはライトソープとライトミントの2種類。「ボディフレッシュ」のリニューアルに伴い、2017年3月をもって製造終了。
ウォータージェルクール【医薬部外品】
ボトル入りのジェルタイプ。香りはフレッシュソープ・フレッシュフローラル・フレッシュベリーの3種類。2019年3月製造終了。
クールデオドラント【医薬部外品】
パウダー無配合のスプレータイプ。香りはフレッシュソープ・フレッシュフローラル・フレッシュベリーの3種類。なお、発売当初は花王の製品カタログサイトには掲載されていなかったが、2017年2月のリニューアルに伴って新たに掲載されるようになった。2019年3月製造終了。

#### 8×4MEN（旧8×4 For MENを含む）
デオドラントスプレー センシュアルウッディ【医薬部外品】
2010年3月末製造終了。
デオドラントスプレー アクアフローラル【医薬部外品】
デオドラントスプレー リラクシングアロマ【医薬部外品】
上記2製品はリニューアル並びにアイテム追加に伴い、2013年3月をもって製造終了。
デオドラントスプレー スタイリッシュマリン【医薬部外品】
デオドラントスプレー ベルベットアロマ【医薬部外品】
上記2製品はリニューアル並びにアイテム追加に伴い、2015年3月をもって製造終了。
デオドラントスプレー クリアシトラス【医薬部外品】
デオドラントスプレー アクアティックオーシャン【医薬部外品】
上記2製品はリニューアルに伴い、2018年3月をもって製造終了。
ロールオン アイスミント【医薬部外品】
2013年3月製造終了。
スティック【医薬部外品】
香りは無香料とスマートシトラスの2種類。2019年2月にリニューアルされ、パッケージデザインが変更された。2021年2月製造終了。
ボディシャワー【医薬部外品】
トリガータイプ。
リフレッシュウォーター スタイリッシュマリン【医薬部外品】
リニューアルに伴い、2015年3月製造終了。
クールジェット デオドラントボディシート【医薬部外品】
シートタイプ。アイスミントの香り。2013年9月製造終了。
クールジェット【医薬部外品】
「ジェットノズル」を採用したスプレータイプ。2014年3月製造終了。
デオドラントボディウォッシュ【医薬部外品】
日本での「8×4 MEN」で初のボディウォッシュ（液体タイプ）。「リフレッシュ」と「エクストラクール」の2種類で、いずれにもポンプタイプの本体（400ml）とつめかえ用（350ml）が設定されている。2019年3月にパッケージデザインを変更するリニューアルが行われた。「エクストラクール」は2021年8月をもって製造終了。「リフレッシュ」も「薬用ボディウォッシュ」へ移行のため、2022年3月に製造を終了した。

#### その他
パウダースプレー スイートフルーツ【医薬部外品】
パウダースプレー ナチュラルブーケ【医薬部外品】
上記2製品はリニューアルに伴い、2011年3月製造終了。
パウダースプレー ナチュラルスピリット【医薬部外品】
2012年3月製造終了。
パウダースプレー ハッピーモード【医薬部外品】
2015年3月製造終了。
パウダースプレー フェアリースウィート【医薬部外品】
2016年3月製造終了。
パウダースプレー アクアティックマリン【医薬部外品】
2021年2月製造終了。
パウダースプレー ベルガモット&ミュゲの香り【医薬部外品】
2022年1月製造終了。
ロールオン 乳液タイプ 無香料【医薬部外品】
2011年3月製造終了。
ロールオン マイルドタッチ【医薬部外品】
ロールオンの低アルコール・乳液タイプ。無香料とせっけんの2種類。2014年3月製造終了。
ロールオン スムースセンセーション【医薬部外品】
ロールオンの低アルコール・微粒子パウダー（基剤）配合タイプ。香りは無香料・せっけん・フレッシュフローラルの3種類。「ロールオン センシティブ」へ移行のため、2017年3月製造終了。
ロールオン センシティブ【医薬部外品】
2017年2月発売。ロールオンの低アルコール・微粒子パウダー（基剤）配合タイプ。無香料と微香性（やさしいフローラルの香り）の2種類。後述する「ロールオン スムースセンセーション」の後継製品であったが、2020年3月製造終了。
ロールオン ベルガモット&ミュゲの香り【医薬部外品】
2022年1月製造終了。
デオドラントエッセンス 無香料【医薬部外品】
デオドラントエッセンス ジューシーシトラス【医薬部外品】
上記2製品はリニューアルに伴い、2014年3月製造終了。
アロマモーニングシャワー【医薬部外品】
ウォータータイプ。アクアベルガモット・ローズティー・アロマティックハーブの3種類。アロマティックハーブは2010年3月末で製造終了となり、他の香りも2011年3月で製造終了。
デオウォーター【医薬部外品】
2011年3月発売。ローションタイプ。ラインナップの入れ替えに伴って、スパークルオレンジは2012年3月、フロスティピーチは2014年3月にそれぞれ製造を終了し、ピュアソープ・ブリリアントベリー・ミラクルマリン・フレッシュシトラス・ロマンティックローズ（2014年2月発売）の5種類が発売されていた。2016年3月製造終了。
薬用わきピタガード【医薬部外品】
「高密着ケア スプレー」に継承。
高密着ケア スプレー 微香性【医薬部外品】
2011年3月製造終了。
高密着ケア ジェル【医薬部外品】
ジェルタイプ。無香料。2012年3月製造終了。
高密着ケア スプレー【医薬部外品】
ワンプッシュ式スプレータイプ。無香料。2014年3月製造終了。
高密着ケア スティック【医薬部外品】
スティックタイプ。無香料に加え、2011年2月にせっけんを追加発売。「ワキ汗EX スティック」へ継承のため2015年3月製造終了。
高密着ケア リキッドロールオン【医薬部外品】
ロールオンタイプ。2012年2月のリニューアル時にせっけんを追加発売して無香料と合わせて2種類で発売されていた。「ワキ汗EX ロールオン」へ継承の為2015年3月製造終了。
フレッシュパウダー
ボディパウダー（制汗・デオドラント効果はないため、医薬部外品ではない。製造販売元：ミロット）。
パウダースティック【医薬部外品】
フレッシュソープ【医薬部外品】
ボディシャンプー【医薬部外品】
さらさらボディシャワー
トリガータイプのパウダー入りボディローション（フレッシュパウダー同様の理由で医薬部外品ではない。緑茶エキスは、本品では保湿剤として配合）。
アロマミスト
「さらさらボディシャワー」の実質的な後継商品。旧カネボウコスメット「iffi（イフィー）」の実質的な後継商品でもあった。「アロマモーニングシャワー【医薬部外品】」に継承。
フットフレッシュ【医薬部外品】
ジョンソンからの導入品。アパタイトパウダー配合。処方改良により「素足爽快 足さらさらスプレー」へ継承。
素足爽快 足さらさらスプレー【医薬部外品】
素足清潔 足ふきとりシート
片面シートを採用した雑貨品。
素足清潔 足すっきりウォッシュ【医薬部外品】
帰宅後、浴室で素足に直接スプレーし、シャワーで洗い流す足用洗浄料。
フットシート
片面タイプ。本品は化粧品の扱いとなる。2022年9月末製造終了。
pHプロテクト
パウダースプレーのみ【医薬部外品】（シートタイプはpH調整剤を製品の安定剤として配合）。

## 競合商品
- Ban（ライオン） - このシリーズの対抗商品。同時に米国では花王USAが扱うブランド[2]。
- エージーデオ24（資生堂→ファイントゥデイ）
- レセナ（ユニリーバ・ジャパン）